# جین طراقیه
جین طراقیه، روستایی از توابع بخش گل‌تپه شهرستان کبودرآهنگ در استان همدان ایران است.
این روستا در حد فاصل 100 کیلومتری ضلع شمالی شهر همدان ,
39 کیلومتری  شمال غربی شهرستان کبودراهنگ,
13 کیلومتری ضلع شرقی غار توریستی گردشگری علیصدر قرار دارد. 
اهالی این روستا به اقتصاد کشاورزی و تولیدی و دامپروری فعالبت دارند.
دارای بافت متغیر به دلیل رشد جمعیتی 
این روستا دارای باغات انگور و زمین های کشاورزی مرغوب و چشمه های آب زیر زمینی است.
این دهکده دارای سد خاکی است  که به بندرجین طراقیه  نیز معروف است که با وجود آبهای فصلی منظره متفاوتی را تجربه میکند.
دشت های بزرگ و شقایق های رنگی از دیگر زیبایی های این روستا است که با وجود برف و باران فصلی محقق میشود

## جمعیت
این روستا در دهستان علی‌صدر قرار دارد و براساس سرشماری مرکز آمار ایران در سال ۱۳۹۵، جمعیت آن ۳۸۷ نفر (۱۱۲ خانوار) بوده‌است.
این روستا دارای مدرسه ابتدایی 
- خانه بهداشت
- مسجد
- حسینیه
- دهیاری
- انبار خرید محصولات کشاورزی - دفتر تعاونی روستایی 
- باسکول60 تنی   